# (100316) 1995 MM2
(100316) 1995 MM2 es un asteroide perteneciente a asteroides que cruzan la órbita de Marte, descubierto el 24 de junio de 1995 por el equipo del Spacewatch desde el Observatorio Nacional de Kitt Peak, Arizona, Estados Unidos.

## Designación y nombre
Designado provisionalmente como 1995 MM2.

## Características orbitales
1995 MM2 está situado a una distancia media del Sol de 2,211 ua, pudiendo alejarse hasta 2,765 ua y acercarse hasta 1,657 ua. Su excentricidad es 0,250 y la inclinación orbital 4,847 grados. Emplea 1201 días en completar una órbita alrededor del Sol.

## Características físicas
La magnitud absoluta de 1995 MM2 es 16,2.